# ATC kod C04
ATC kod C04 Periferni vazodilatori su terapeutska podgrupa sistema za anatomsko terapeutsko hemijsku klasifikaciju. Ovaj sistem alfanumeričkih kodova je razvio  za klasifikaciju lekova i drugih medicinskih proizvoda.  Podgrupa C04 je deo anatomske grupe C Kardiovaskularni sistem.

Kodovi za veterinarsku upotrebu (ATCvet kodovi) se mogu formirati stavljanjem slova Q ispred humanih ATC kodova: QC04... ATCvet kodovi bez odgovarajućeg humanog ATC koda su navedeni sa vodećim Q na sledećoj listi.
Nacionalna izdanja ATC klasifikacije mogu da obuhvataju dodatne kodove koji nisu prisutni na ovoj listi.

## Perifernivazodilatatori

###C04AA 2-amino-1-feniletanolderivati
Izoksuprin
 Bufenin
 Bametan

###C04AB Imidazolinskiderivati
Fentolamin
 Tolazolin

### Nikotinska kiselinai derivati
Nikotinska kiselina
 Nikotinil alkohol (piridilkarbinol)
 Inozitol nikotinat
 Ciklonikat

###C04AD Purinskiderivati
Pentifilin
 Ksantinol nikotinat
 Pentoksifilin
 Etofilin nikotinat
 Propentofilin

###C04AE Ergot alkaloidi
Ergoloid mesilati
 Nicergolin
 Dihidroergokristin
 Ergoloid mesilati, kombinacije
 Dihidroergokristin, kombinacije

### Enzimi
Kalidinogenaza

###C04AX Drugi periferni vazodilatatori
Ciklandelat
 Fenoksibenzamin
 Vinkamin
 Moksisilit
 Benciklan
 Vinburnin
 Sulkotidil
 Buflomedil
 Naftidrofuril
 Butalamin
 Visnadin
 Cetiedil
 Cinepazid
 Ifenprodil
 Azapetin
 Fasudil